# كندر (فشارود)
كندر (بالفارسية: کندر) هي مستوطنة تقع في إيران في قسم فشارود الريفي. يقدر عدد سكانها بـ 155 نسمة .